# Gerhard Dick (Schriftsteller, 1949)
Gerhard Dick (* 1949 in Pfaffenhofen an der Ilm) ist ein deutscher Germanist, Schriftsteller und pensionierter Gymnasiallehrer.

## Leben
Dick wuchs als Ältester von drei Geschwistern in Bad Reichenhall auf. Seine Mutter stammte aus Königsberg, sein Vater aus Pfaffenhofen. Am Karlsgymnasium in Bad Reichenhall war Georg Ringsgwandl einer seiner Schulfreunde. Nach dem Abitur am Gymnasium Berchtesgaden 1972 studierte er Germanistik, Anglistik und Romanistik an der Albert-Ludwigs-Universität Freiburg und war danach hauptberuflich als Gymnasiallehrer zunächst in England, dann in München und von 1978 bis zu seiner Pensionierung als Lehrer für Deutsch und Englisch am Gymnasium Immenstadt in Immenstadt im Allgäu tätig.

## Publikationen (Auswahl)
- Die Nudistenwallfahrt. Roman, Verlag Liber Libri, Wien; Mülheim an der Ruhr, 2008. ISBN 978-3-854-81045-2
- Pastorale. In: Wie fühlt es sich an ein Tier zu sein. 21. Würth-Literaturpreis. Swiridoff Verlag, Künzelsau 2010. ISBN 978-3-899-29192-6
- Monbazillac. In: Rosa ist das Grau der Optimisten. 22. Würth-Literaturpreis. Swiridoff Verlag, Künzelsau 2011. ISBN 978-3-899-29220-6
- Vom Lauf der Dinge. In: Fluss. Literaturpreis 2011. Bezirk Schwaben, Wißner-Verlag, Augsburg 2011. ISBN 978-3-896-39835-2

## Ehrungen
- 2011. 2. Preis, Würth-Literaturpreis
- 2011: 2. Preis, Schwäbischer Literaturpreis